# جهنم و سرزمین میانه
پژوهشگران به شباهت‌های فراوانی میان تصویری که مسیحیان قرون وسطایی از جهنم در ذهن داشته‌اند و مکان‌های پلید و هولناک در جهان خیالی سرزمین میانهٔ تالکین اشاره کرده‌اند. این شباهت‌ها نه تنها در فضای ظاهری و ویژگی‌های فیزیکی این مکان‌ها، بلکه در ابعاد سمبلیک و معنایی آن‌ها نیز قابل تأمل است.

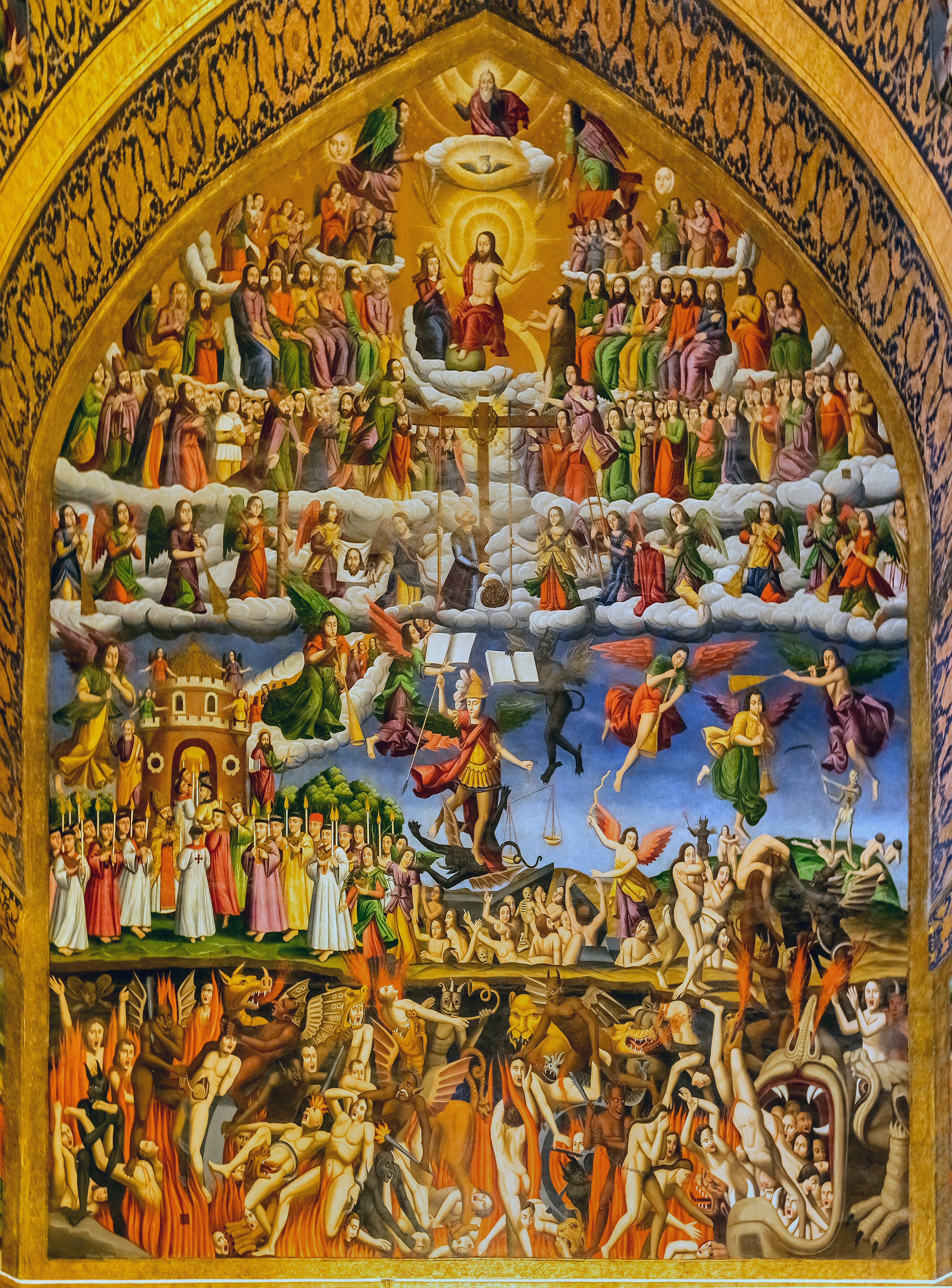
کیهان‌شناسی مسیحی قرون وسطی: بهشت در بالا، زمین در وسط، جهنم در پایین. کلیسای وانک، اصفهان

به عنوان مثال، آیزن‌گاردِِ سارومان با آن کوره‌های بی‌شمار زیرزمینی و اورکهای بیچاره که به اجبار در آن کار می‌کنند، به خوبی با تصورات قرون وسطایی از جهنم همخوانی دارد؛ جایی که گناهکاران در آتش عذاب می‌سوزند و به کارهای سخت و طاقت‌فرسا وادار می‌شوند. تونل‌های تاریک و بی‌پایان موریا نیز با فضای خفقان‌آور و مملو از خطرشان، احساس وحشت و ناامیدی را در دلِ خواننده می‌نشاند و او را بی‌اختیار به یاد سیاه‌چاله‌های جهنم در تصورات مسیحی می‌اندازد.
سرزمین موردور با آن آسمان همیشه تاریک، هوای سنگین و آتشفشان‌های خروشانش، گویا تجسمی از سرزمین شیطان و نیروهای اهریمنی است. موجودات خوفناکی که در این سرزمین زندگی می‌کنند و سایه‌های شومی که بر آن سایه افکنده‌اند، احساس وحشت و یأس مطلق را به خواننده القاء می‌کنند. دژ زیرزمینی انگباند نیز که پناهگاه مورگوت، مظهر شر در جهان، بود، نمادی از اعماق جهنم و تاریکی بی‌پایانِ است.
حتی دروازه‌های این مکان‌های شوم نیز بی‌شباهت به دروازه‌های جهنم نیستند. دروازه غربی موریا با آن نگهبانان ترسناک و سنگدل که مانند دیوان جهنم از ورود بیگانگان جلوگیری می‌کنند، و دروازه سیاه موردور که دهانه‌ای به سوی جهنم به نظر می‌رسد، ما را به یاد دروازه‌های جهنم در تصورات مسیحی می‌اندازند؛ دروازه‌هایی که ورود به آن‌ها آسان است، اما خروج از آن‌ها محال.
برخی از سفرها به اعماق تاریکی در سرزمین میانه، یادآور مفهوم «کاتابازیس» (سفر به دنیای مردگان) در اساطیر یونان باستان هستند. کاتابازیس در اساطیرِ یونانی به معنای سفری پرخطر به دنیای زیرین و رویارویی با نیروهای اهریمنی است. در این سفرها، قهرمان با به خطر انداختن جان خود، به قلب تاریکی و مرگ قدم می‌گذارد تا به هدفی والا دست یابد. در سرزمین میانه نیز شاهد چنین سفرهایی هستیم. به عنوان مثال می‌توان به سفر پرمخاطره لوثین و برن به آنگباند، دژ مورگوت، اشاره کرد که در آن این دو عاشق برای بازپس‌گیری سیلماریل از چنگال ارباب تاریکی، به دل خطر می‌زنند. همچنین سفر تنها و سرشار از عشق لوتین به تالارهای ماندوس، خدای مرگ، برای التماس به او و بازگرداندن برن به زندگی، نمونه‌ای دیگر از این گونه سفرهاست. این سفر لوتین به تالارهای ماندوس، ما را به یاد افسانه یونانی اورفئوس و ائورودیکه می‌اندازد که در آن اورفئوس، نوازنده و شاعر چیره‌دست، برای نجات همسر مُردهٔ خویش، ائورودیکه، به دنیای زیرین سفر می‌کند. شباهت این سفرها در سرزمین میانه با «کاتابازیس» یونانی و همچنین با مضمون قرون وسطایی نزول عیسی به دوزخ نه‌تنها در ساختار روایی، بلکه در ابعاد سمبلیک و معنایی آن‌ها نیز قابل توجه است. در داستان نزول به دوزخ، مسیح پس از مصلوب شدن، به جهنم فرود می‌آید و با قدرت نور الهی خود، اسیران شیطان را از چنگال او رها می‌سازد.

## زمینه
در کیهان‌شناسی مسیحیت قرون وسطی، «سرزمین میانه» قلمرو انسان‌ها بود. این قلمرو در مرکز سه جهان قرار داشت، «عالم علوی» یا «بهشت برین» در بالا و «عالم سفلی» یا «جهنم» در پایین. این ساختار سه‌گانه جهان، بازتابی از باورهای مسیحی دربارهٔ سلسله مراتب خلقت و جایگاه انسان در آن بود. در این نگرش، انسان به عنوان اشرف مخلوقات، در مرکز عالم قرار گرفته و میان دو نیروی متضاد خیر و شر در کشاکش است.
جی. آر. آر. تالکین، خالق ارباب حلقه‌ها و سیلماریلیون، علاوه بر اینکه استاد زبان‌شناسی و ادبیات بود، یک کاتولیک رومی ِمؤمن نیز بود. عقاید مذهبی او تأثیر ژرفی بر آثارش، به ویژه در زمینه پردازش مضامین اخلاقی و معنوی، داشته است. او خود «ارباب حلقه‌ها» را سرشار از نمادگراییِ مسیحی خوانده است. بسیاری از مضامین الهیاتی مسیحی در روایت داستان به چشم می‌خورد، از جمله:
نبرد خیر و شر: این مضمون که در تمام ادیان و اسطوره‌ها وجود دارد، در آثار تالکین به شکلی برجسته به تصویر کشیده شده است. مبارزه شخصیت‌های مثبت مانند گندالف، آراگورن و فرودو بگینز با نیروهای اهریمنی سائورون و یارانش، تمثیلی از مبارزه ازلی و ابدی خیر و شر در جهان است.
پیروزی فروتنی بر غرور: در داستان‌های تالکین، شخصیت‌های فروتن و بی‌تکلف مانند فرودو و سام در نهایت بر نیروهای متکبر و خودخواه مانند سائورون و سارومان پیروز می‌شوند. این موضوع نشان‌دهنده اهمیت فضایل اخلاقی مانند فروتنی، گذشت و ایثار در غلبه بر پلیدی و رسیدن به سعادت است.
نقش فیض الهی: در آثار تالکین، اگرچه شخصیت‌ها با اراده و تلاش خود در مقابل شر مقاومت می‌کنند، اما در نهایت این فیض و لطف الهی است که آن‌ها را در این مسیر یاری می‌کند و به پیروزی می‌رساند. این موضوع به باور مسیحی دربارهٔ نقش خداوند در هدایت و نجات انسان اشاره دارد.
کتاب مقدس و روایت‌های  سنتی مسیحی در نوشتن «سیلماریلیون» نیز الهام‌بخش تالکین بوده‌اند. به ویژه، داستان هبوط انسان از بهشت در کتاب مقدس که به عنوان قصهٔ «هبوط آدم و حوا» شناخته می‌شود، بر بخش‌های مختلف «سیلماریلیون» تأثیر گذاشته است. برای مثال، آینولینداله (موسیقی آفرینش) که در آن برخی از فرشتگان به رهبری ملکور در مقابل اراده خداوند شورش می‌کنند، یادآور اخراج شیطان و یارانش از بهشت است. همچنین، جنگ و نزاع در میان الف‌ها و سقوط نومه‌نور که در  نتیجه غرور و جاه‌طلبی آن‌ها رخ می‌دهد، به نوعی بازتاب داستان هبوط انسان و عواقب ناشی از آن است. این تأثیرپذیری‌ها نشان می‌دهد که آثار تالکین ریشه در باورها و آموزه‌های مسیحی دارند و در عین حال با خلاقیت و نبوغ تالکین به آثاری منحصربه‌فرد و ماندگار تبدیل شده‌اند.

## مکان‌های جهنّمی
در جهان خیالی سرزمین میانه، مکان‌های متعددی وجود دارند که به انحای مختلف نماینده و نشانگرِ جهنم دانسته شده‌اند یا شباهت‌های فراوانی با آن دارند. این مکان‌ها با ویژگی‌هایی مانند تاریکی، آتش، عذاب، وحشت و ناامیدی که در آن‌ها حاکم است، تصویری ملموس و سمبلیک از جهنم را در ذهن خواننده ایجاد می‌کنند. به عنوان مثال می‌توان به موارد زیر اشاره کرد:
آنگباند: دژ زیرزمینی و مخوف مورگوت، ارباب پلید عصر اول، که در سیلماریلیون به تصویر کشیده شده است. آنگباند با تاریکی مطلق، آتش و دود و موجودات خوفناکی که در آن ساکن هستند، یادآور تصاویر جهنم در کتاب مقدس و دیگر متون مسیحی است.
موردور: سرزمین سائورون، جانشین مورگوت، در ارباب حلقه‌ها. موردور با آتشفشان مهیب کوهِ هلاکت، خاکستر و دود که همیشه آسمان آن را پوشانده است، و موجودات پلید و شیطانی که در آن زندگی می‌کنند، تصویری وحشتناک و جهنمی را به نمایش می‌گذارد.
موریا: تونل‌های تاریک و پرپیچ‌وخم موریا که زمانی محل زندگی دورف‌ها بود، اما اکنون به تصرف موجودات خوفناک درآمده است، نیز به دلیل تاریکی، سکوت مرگبار و احساس وحشت و ناامیدی که در آن حاکم است، یادآور جهنم است.
ایزن‌گارد: دایره بسته و محصور ایزن‌گارد با مرکزیت برج اُرتانک و آتش‌ها و کوره‌های زیرزمینی‌اش که محل زندگی اورک‌ها تحت فرمان سارومان، جادوگر خائن، است، از دیگر نمونه‌های مکان‌های جهنمی در سرزمین میانه هستند.
این مکان‌ها با ویژگی‌هایی مانند تاریکی و اختناق، آتش و دود، عذاب و شکنجه، وحشت و ناامیدی که در آن‌ها حاکم است، تصویری ملموس و سمبلیک از جهنم را در ذهن خواننده ایجاد می‌کنند. این مکان‌ها نه‌تنها در جهانِ تالکین مکان‌های فیزیکی هستند، بلکه به عنوان نمادهایی از پلیدی، فساد و تباهی نیز عمل می‌کنند.

## جهنم‌های صنعتی
چارلز آ. هوتار، پژوهشگرِ ادبیات انگلیسی، ایزن‌گارد را به عنوان «جهنمی صنعتی» توصیف می‌کند و آن را با کارخانه‌ها و صنایع آلوده و ویرانگر در دنیای واقعی مقایسه می‌کند. او برای تأکید بر این نکته، به توصیف تالکین از ایزن‌گارد اشاره می‌کند و بر برخی از کلمات او مانند «تونل حفر شده»، «دایره»، «تاریک»، «عمیق»، «گورستان مرده‌های بی‌قرار»، «زمین می‌لرزید»، «خزانه‌ها»، «کوره‌ها»، «چرخ‌های آهنی»، «بی‌پایان»، «از زیر روشن شده» و «سمی» تأکید می‌کند. هوتار با اشاره به این ویژگی‌ها، ایزن‌گارد را «جهنم دیگری  [پس  از  موریا  و  موردور]» می‌نامد و معتقد است که این مکان با فضای خفقان‌آور، آلودگی صنعتی و فعالیت‌های بی‌رحمانه و مخرب سارومان، تصویری ملموس از جهنم را به نمایش می‌گذارد. با این حال، او برج اُرتانک را با شکل منحصربه‌فرد و قدرت شگفت‌انگیز و باستانی خود، قابل تحسین می‌داند و معتقد است که تالکین نسبت به فناوری و صنعت دیدگاهی دوگانه داشته است؛ یعنی آن را نه به‌طور  کامل می‌پذیرفته و نه به‌طور  کامل رد می‌کرده است.
تام شیپی نیز در تحلیل شخصیت سارومان به نکات جالبی اشاره می‌کند. او به نظر تری‌برد دربارهٔ سارومان اشاره می‌کند که گفته بود: «او ذهنی از جنس فلز و چرخ دارد». این تشبیه نشان‌دهندهٔ شیفتگی سارومان به فناوری و ماشین و غفلت او از طبیعت و روح زنده آن است. همچنین به ریشه نام ایزن‌گارد که در انگلیسی قدیمی به معنای «شهر آهن» است، اشاره می‌کند که تأکیدی بر جنبه صنعتی و بی‌روح این مکان است. شیپی با یادآوری حمله به انتها (غول‌های درخت که نماد طبیعت هستند) در ایزن‌گارد با استفاده از «نوعی ناپالم [یا] شاید… [با  توجه  به] تجربه خود تالکین، یک شعله‌افکن»، بر جنبه ویرانگر و آلوده‌کننده فناوری در خدمت سارومان تأکید می‌کند. او  نتیجه می‌گیرد که سارومان به دلیل «عشق فسادآور به ماشین‌ها» به «آلودگی عمدی» و نابودی طبیعت روی آورده است و این موضوع را به «تصور کودکی خود تالکین از زشتی صنعتی… آسیابِ سارهول، با صاحب آن که به معنای واقعی کلمه استخوان‌ها را خرد می‌کرد» ربط می‌دهد. در واقع، تالکین در شخصیت سارومان و ایزن‌گارد، خطرات ناشی از وابستگی افراطی به فناوری و غفلت از طبیعت را به تصویر می‌کشد و نشان می‌دهد که چگونه این وابستگی می‌تواند به فساد، تباهی و ویرانی منجر شود.

دیوید دی. اوبرهلمن در دایرةالمعارف جی.آر.آر. تالکین، به تبعیت از سی. پتی، بیان می‌کند که «جهنم‌های صنعتی» متعددی در اثر تالکین وجود دارد، مانند ایزن‌گارد ویران شده و مملو از ماشین سارومان. او اشاره می‌کند که نمونه اولیه آن قلعه زیرزمینی والای ساقط شده یا مورگوت، یعنی انگباند بود که نام آن به معنای «زندان آهن» یا «جهنم آهن» بود. در واقع، تالکین با الهام از تصورات مسیحی از جهنم و با خلاقیت خود، تصویری وحشتناک و دوزخی از مکان‌هایی مانند ایزن‌گارد و آنگباند خلق کرده است که در آنها فناوری و صنعت به ابزاری برای ستم، شکنجه و ویرانی تبدیل شده‌اند.

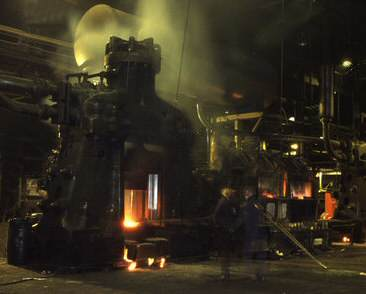
ایزنگارد یک «جهنمصنعتی» است. به تعبیر تالکین:[۲] «  "...  چکش‌ها  به  شدت  کوبیده  می‌شدند.  در  شب،  ستون‌هایی  از  بخار  از  دریچه‌ها  بیرون  می‌آمد  که  از  زیر  با  نور  قرمز  روشن  شده  بودند.»[T ۵] چکش بخار در  حال  کار،  انگلستان
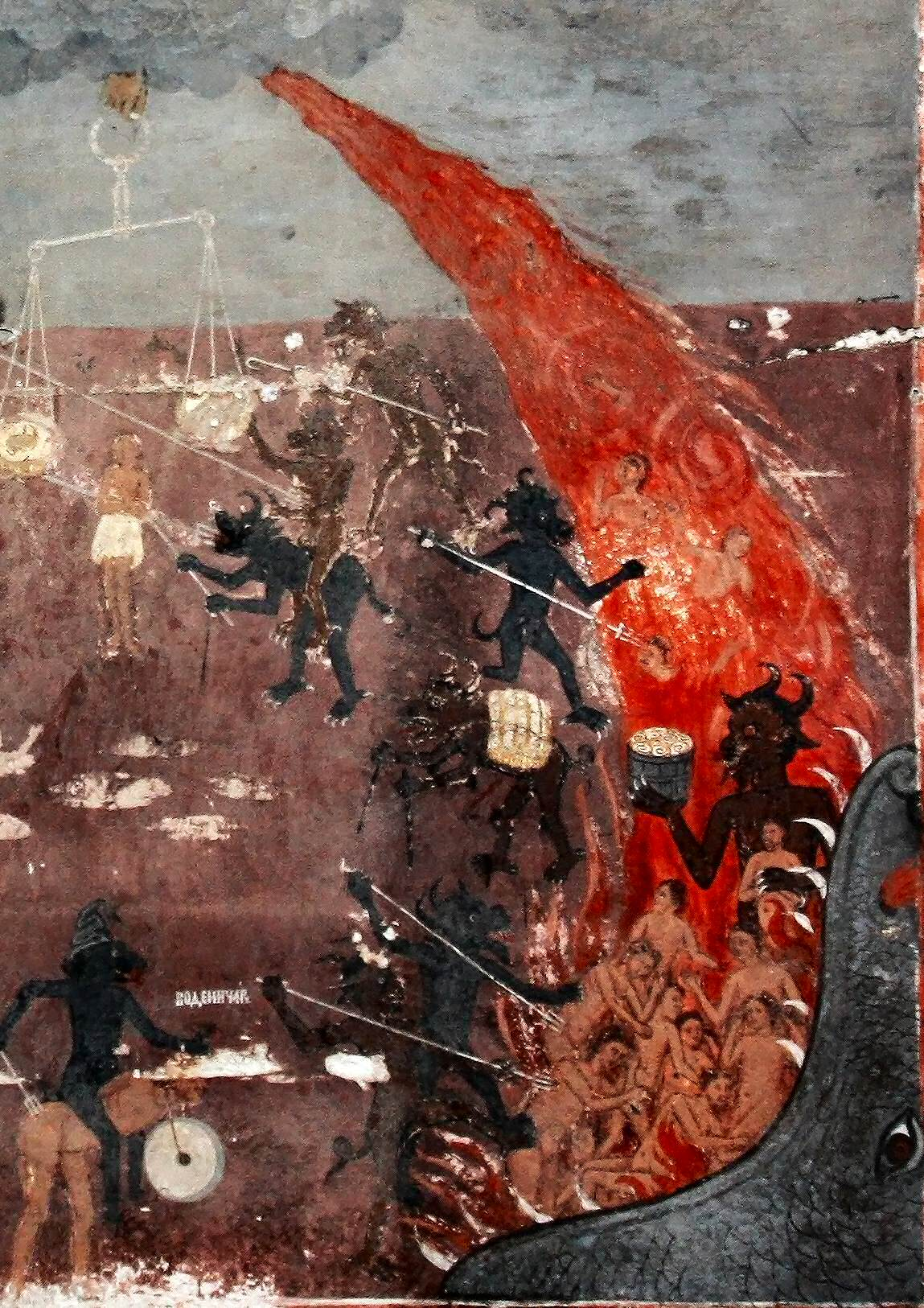
چارلز  آ.  هوتار  نیز  در  تحلیل  خود  از  ایزن‌گارد،  آن  را  به  جهنم  تشبیه  می‌کند [۲]  نقاشی  دیواری  قرون  وسطایی  از  جهنم،  کلیسای  سنت  نیکلاس  در  رادویل،  بلغارستان

## دروازه‌های جهنم

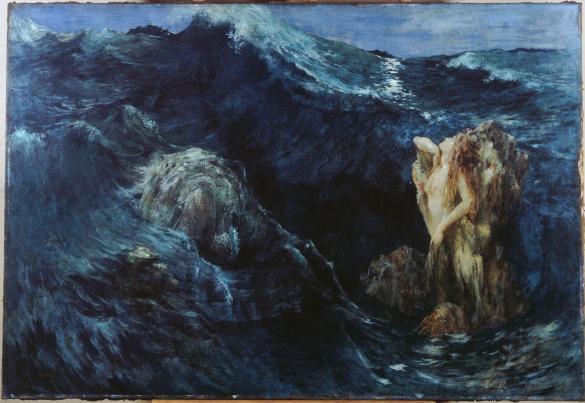
گذر یاران حلقه از دروازه غربی موریا به گذر ادیسه از میان سیلا و کاریبدیس تشبیه شده است. نقاشی «دروازه جهنم» اثر آری رنان، ۱۸۹۴.

در سرزمین میانه، برخی از دروازه‌ها نیز به دلیل ویژگی‌های خاص و نقش سمبلیک خود، یادآور دروازه‌های جهنم در تصورات مسیحی هستند. این دروازه‌ها معمولاً ورودی به مکان‌های تاریک، خطرناک و مملو از موجودات اهریمنی هستند و عبور از آن‌ها با خطرات و چالش‌های فراوانی همراه است. به عنوان مثال می‌توان به موارد زیر اشاره کرد:
دروازه غربی موریا: چارلز آ. هوتار رویکرد مسافران به تونل‌های تاریک موریا در زیر کوهستان مه‌آلود را با گذر ادیسه از چنگال اسکیلا و گرداب خاروبدیس مقایسه می‌کند. در اساطیر یونان، سیلا هیولایی دریایی با شش سر و دوازده پا بود که در تنگه مسینا زندگی می‌کرد و خاروبدیس نیز گردابی مهیب بود که کشتی‌ها را به  کام  خود می‌کشید. ادیسه در سفر خود مجبور شد از میان این دو خطر عبور کند و با هوشیاری و شجاعت از آن‌ها جان سالم به در برد. به همین ترتیب، مسافران در «ارباب حلقه‌ها» نیز برای ورود به موریا باید از دروازه غربی آن که توسط نگهبان آب، هیولایی با بازوهای غول‌پیکر و شاخک‌های بلند، محافظت می‌شود، عبور کنند. این دروازه با فضای تاریک و ترسناک و هیولایی که از آن محافظت می‌کند، یادآور دروازه‌های جهنم در تصورات مسیحی است.
هوتار «دروازهٔ برخورد کننده» که پشت مسافران هنگام ورود به موریا بسته می‌شود را به صخره‌های سرگردان که در اسطوره‌شناسی یونانی در نزدیکی ورودی دنیای مردگان قرار دارند، تشبیه می‌کند. آن قلمرو که هادس نیز نامیده می‌شود (هادس نام خدای دنیای زیرین در اساطیر یونان است)، جایی است که یونانیان فکر می‌کردند مردم پس از مرگ به آنجا می‌روند و هرگز باز نمی‌گردند. نگهبان آب با بازوهای غول‌پیکر و شاخک‌های بلند، هیولایی که از دروازه قلمرو زیرزمینی محافظت می‌کند، با سیلای افسانه‌ای که به ملوانان یونانی حمله می‌کرد، شباهت دارد.
دروازه سیاه موردور: تام شیپی می‌نویسد که تالکینِ کاتولیک در لحظاتی از آنچه تالکین «یوکاتاستروف» (eucatastrophe) می‌نامید، یعنی لحظات پیروزی ناگهانی و غیرمنتظرهٔ خیر بر شر، به تمثیل (ادبیات) و نوشتن دربارهٔ مکاشفهٔ مسیحی بسیار نزدیک می‌شود. وقتی حلقهٔ یگانه نابود می‌شود و سائورون برای همیشه سرنگون می‌شود، عقاب بزرگی به عنوان پیام‌رسان می‌آید تا خبر خوش را گزارش دهد. عقاب آوازی می‌خواند که به گفته شیپی، بسیار شبیه مزامیر ۲۴ و ۳۳ در کتاب مقدس است و حتی از کلمات نسخه شاه جیمز کتاب مقدس مانند "ye" و "hath" استفاده می‌کند. وقتی عقاب می‌خواند: «و دروازه سیاه شکسته شده است»، شیپی معتقد است که معنای ظاهری آن دروازه مورانون است، اما می‌تواند «به راحتی به مرگ و جهنم نیز اشاره داشته باشد»، همان‌طور که در انجیل متی ۱۶:۱۸ آمده است. به نظر او، این درجه از دوپهلو حرف زدن «عمدی» بوده، زیرا تاریخ نوشته شدن آن ۲۵ مارس بود که برای آنگلوساکسون‌ها تاریخ مصلوب شدن مسیح، عید بشارت و آخرین روز آفرینش بود.

ای نگهبانان برج و بارو، سرود شادی سر دهید!

بیهوده نبود این شب‌زنده‌داری، این چشم‌انتظاری.

دروازهٔ سیاه درهم شکست، سحر دمید بر شب تار،

پادشاه شما از آن گذشت، پیروز و سرفراز.

"نگهبان و پادشاه"
این قطعه شعر که توسط عقاب پیام‌آور والار خوانده می‌شود، خبر پیروزی بر سائورون و بازگشت پادشاه را به مردم میناس تیریث اعلام می‌کند. در این شعر، عقاب مردم را به شادی و سرور فرا می‌خواند و به آن‌ها اطمینان می‌دهد که مقاومت و پاسبانی آن‌ها در مقابل نیروهای شر بیهوده نبوده است. شکسته شدن دروازه سیاه نماد شکست سائورون و پیروزی نهایی خیر بر شر است. همچنین، عبور پادشاه از دروازه سیاه و پیروزی او نشان‌دهنده برقراری دوباره صلح و عدالت در سرزمین میانه است.
سیریث اونگول: ورودی دیگر به موردور، گذرگاه خطرناک سیریث اونگول است که توسط عنکبوت غول‌پیکر شلوب محافظت می‌شود. جین چنس شلوب را به نگهبان دروازه جهنم در بهشت گمشده اثر جان میلتون تشبیه می‌کند. جرج اچ. تامسون نیز شلوب را با «گناه و مرگ» میلتون مقایسه می‌کند و اشاره می‌کند که آن‌ها «نه به خدا و نه به شیطان خدمت نمی‌کنند، بلکه فقط به منافع خود توجه دارند»، یعنی همان کاری که شلوب انجام می‌دهد. او «مرگ و هرج و مرجی است که بر همه چیز غلبه خواهد کرد».

## سفر به جهنم

### کاتاباسیس
پژوهشگران، برخی از سفرها به اعماق تاریکی در سرزمین میانه را با «کاتابازیس» یا سفر به دنیای مردگان در اساطیر یونان باستان قیاس کرده‌اند. کاتابازیس، به معنای سفر به دنیای زیرین و رویارویی با موجودات و نیروهای اهریمنی است که قهرمان داستان با به خطر انداختن جان خود، به قلب تاریکی و مرگ قدم می‌گذارد تا به هدفی والا دست یابد. در سرزمین میانه نیز شاهد چنین سفرهای پرخطری هستیم. برای مثال، سفر پرمخاطره برن و لوثین به انگباند، دژ مورگوت، که در آن سفر این دو عاشق برای بازپس‌گیری سیلماریل از چنگال ارباب تاریکی، به دل خطر می‌زنند، یا سفر تنها و سرشار از عشق لوتین به تالارهای ماندوس، خدای مرگ، برای التماس و بازگرداندن برن به زندگی، نمونه‌هایی از این گونه سفرها هستند. «پیتر آستروپ ساندت»، پژوهشگرِ آثار تالکین، به‌طور ویژه به مقایسه برن و لوتین با شخصیت اورفئوس در اسطوره‌های یونانی می‌پردازد. او معتقد است که برخلاف اسطوره اورفئوس و ائورودیکه که در آن اورفئوس برای نجات همسرش به دنیای زیرین سفر می‌کند، در داستان تالکین این لوتین است که نقش قهرمان و نجات‌دهنده را بر عهده دارد. او با قدرت جادویی و عشق بی‌نظیرش به برن، به تالارهای ماندوس می‌رود و با آواز خواندن و التماس، ماندوس را متقاعد می‌کند که به برن اجازه بازگشت به زندگی را بدهد. تالکین خود این داستان را «نوعی افسانه اورفئوس به صورت معکوس» نامیده است که از شعر انگلیسی میانه «سر اورفئو» الهام گرفته شده است.
«بن الدن استیونز»، از دیگر پژوهشگرانِ آثار تالکین، نیز به این مقایسه می‌پردازد و شباهت‌ها و تفاوت‌های داستان برن و لوتین با اسطوره اورفئوس و ائورودیکه را بررسی می‌کند. او معتقد است که اگرچه هر دو داستان به مفهوم سفر به دنیای زیرین و بازگشت به زندگی می‌پردازند، اما در جزئیات و شیوه روایت با یکدیگر تفاوت دارند. در حالی که اورفئوس تنها یک بار برای نجات ائورودیکه به دنیای زیرین سفر می‌کند و در نهایت در این کار ناکام  می‌ماند، لوتین سه بار برن را از مرگ نجات می‌دهد: یک بار از زندان قلعه سائورون در «تول-این-گاورهوت» با استفاده از جادوی آواز خود، بار دیگر از آنگباند مورگوت با یاری سیلماریل و در نهایت با متقاعد کردن ماندوس برای بخشیدن زندگی دوباره به برن. همچنین، در اسطوره یونانی، ائورودیکه پس از بازگشت به زندگی دوباره می‌میرد و اورفئوس نیز در غم از دست دادن او جان می‌سپارد، اما در داستان تالکین، برن و لوتین پس از رستاخیز خود از زندگی دوم لذت می‌برند و در کنار یکدیگر به زندگی ادامه می‌دهند. 

در واقع، تالکین با الهام از اسطوره اورفئوس و ائورودیکه و با ذوق و خلاقیت هنری خود، داستانی عاشقانه و در عین حال حماسی را در سرزمین میانه خلق کرده است که در آن لوتین، برخلاف ائورودیکه، نقش یک قهرمان فعال و نجات‌دهنده را بر عهده دارد. او با قدرت عشق و جادوی خود، بر مرگ و تاریکی غلبه می‌کند و عاشق خود را از چنگال مرگ رها می‌سازد. این داستان نه تنها یادآور مضامین عشق، فداکاری و امید در اساطیر باستان است، بلکه به عنوان نمادی از پیروزی اراده، عشق و امید بر نیروهای شر و تاریکی در جهان تالکین نیز عمل می‌کند.

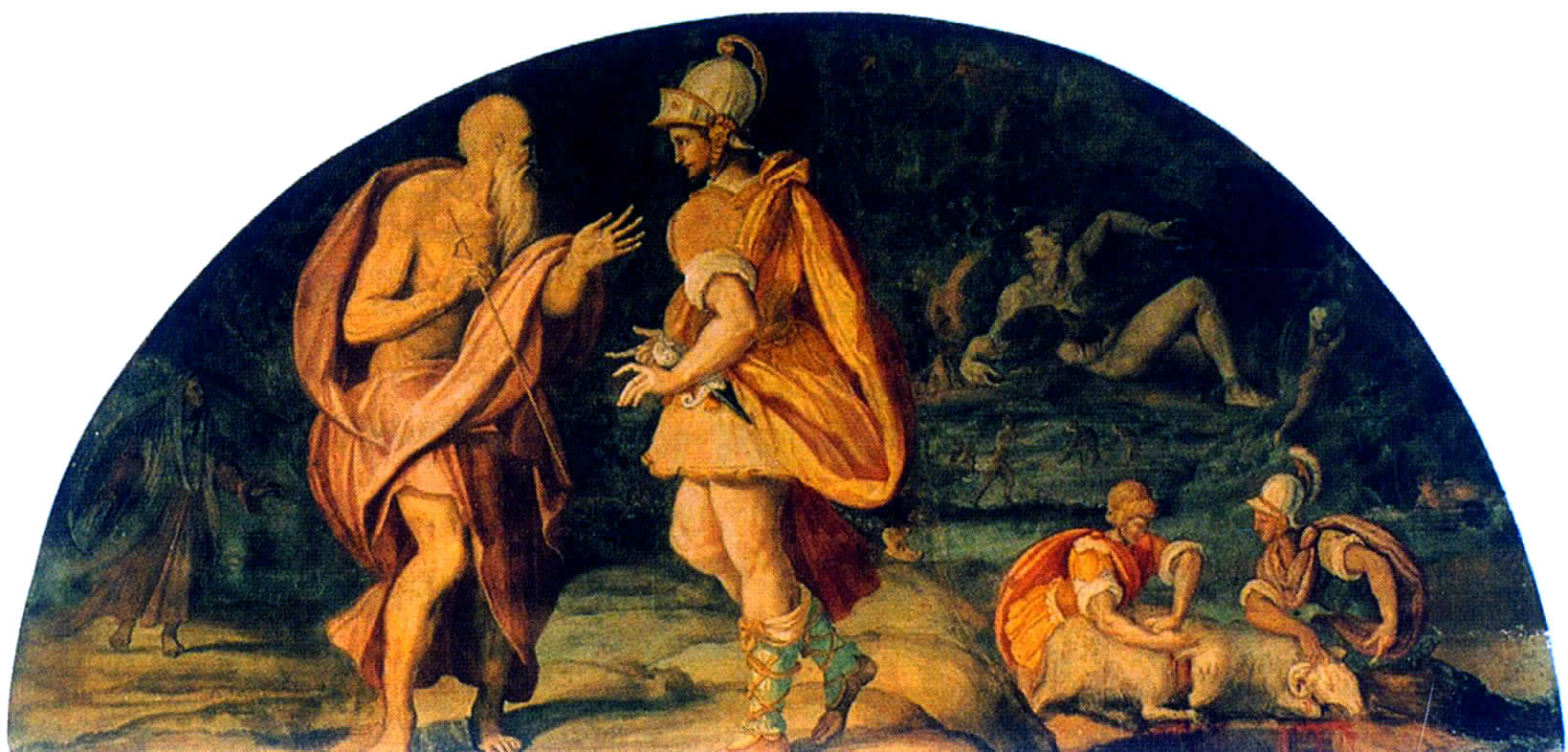
اودیسه  در  حال  مشورت  با  روح  پیشگو  تیرسیاس در  کاتاباسیس  اثر الساندرو آلوری،  ۱۵۸۰،  کاخ  سالویاتی-  کوآراتسی، فلورانس.
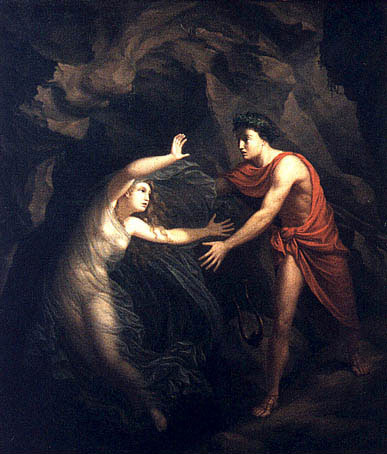
در اسطوره کلاسیک اورفئوس، او تقریباً موفق می‌شود  ائورودیکه را از هادس (دنیای زیرین در اساطیر یونان) نجات دهد، اما  ائورودیکه  برای بار دوم دچار مرگ می‌شود  و  اورفئوس  برای  همیشه  او  را  از  دست  می‌دهد.  اما  در  روایت  تالکین  از  این  مضمون،  این  لوتین  است  که  نقش  اورفئوس  را  بازی  می‌کند  و  نه  ائورودیکه.  او  سه  بار  برن  را  از  مرگ  نجات  می‌دهد  و  آنها  در  نهایت  از  زندگی  دوم  در  کنار  یکدیگر  لذت  می‌برند.

### نزول در جهنم

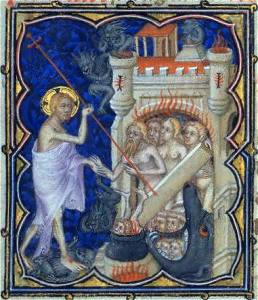
«نزول در دوزخ»، مینیاتور از کتاب "Petites Heures"، نسخه خطی تذهیب شده قرن چهاردهم میلادی متعلق به ژان، دوک بری

تالکین در بخش‌های متعددی از "سیلماریلیون" و "ارباب حلقه‌ها"، مضمون قرون وسطایی «نزول در دوزخ» را به شکلی بدیع و خلاقانه به کار گرفته و با جهان داستانی خود درآمیخته است. رابرت استید، پژوهشگر آثار تالکین، بر این باور است که تالکین نه‌تنها از این مضمون الهام گرفته، بلکه آن را با ظرافت و مهارت تمام با داستان‌های خود هماهنگ کرده است. در روایت قرون وسطایی «نزول در دوزخ»، مسیح پس از مصلوب شدن و پیش از رستاخیز، به دوزخ فرود می‌آید و با قدرت نور الهی خود، اسیران شیطان را از چنگال او رها می‌سازد. استید معتقد است که این مضمون شامل عناصر زیر است:
(۱) شخصی که در تاریکی و اسارت به سر می‌برد.
(۲) زندانبانی قدرتمند و شرور که او را در بند کشیده است.
(۳) رهایی‌بخشی که از زندانبان قدرتمندتر است.
(۴) رهایی‌بخش با خود نور و امید به ارمغان می‌آورد.
(۵) رهایی‌بخش اسیر را از بند رهایی می‌بخشد.
استید داستان «برن و لوتین» را به عنوان نمونه‌ای از این مضمون ذکر می‌کند. در این داستان، لوتین با عشق و فداکاری خود، برن را از زندان سائورون رهایی می‌بخشد. برن از تاریکی زندان و لوتین از ناامیدی و یأس رهایی می‌یابند. استید با اشاره به این نکته که هر دوی آن‌ها جنبه‌هایی از مسیح را در خود دارند، می‌نویسد:
اما برن که از چاه ناامیدی به روشنایی بازگشت، او را  [لوتین  را] بلند کرد و آنها دوباره به یکدیگر نگاه کردند؛ و روز که بر فراز تپه‌های تاریک طلوع می‌کرد، بر آنها تابید. [Tolkien, 1977, ch. 19 "Of Beren and Lúthien"]"
استید معتقد است که نجات هابیت‌ها از جادوی تاریک [[ «بارو-وایت» (ارواح خبیثه گورستان) توسط تام بامبادیل در «ارباب حلقه‌ها» نیز نمونه‌ای دیگر، هرچند کمتر واضح، از مضمون «نزول در دوزخ» است. بامبادیل با قدرت آواز و شادی خود، جادوی بارو-وایت را می‌شکند و آن‌ها را در نور خورشید محو می‌کند. در این جا، بامبادیل نقش رهایی‌بخش را بازی می‌کند و با خود نور و امید به ارمغان می‌آورد. 
استید دو مثال دیگر از این مضمون قرون وسطایی را ارائه می‌دهد و معتقد است که این دو نمونه به‌طور  کامل‌تری در داستان استتار شده‌اند و کشف آن‌ها نیازمند توجه و تحلیل بیشتر است.
رهایی تئودن: اولین مورد، آزاد کردن شاه تئودن از نفوذ شوم گریمای مارزبان توسط گندالف جادوگر است. مارزبان که به سارومان خدمت می‌کند، با دسیسه و نیرنگ، ذهن تئودن را مسموم و او را در تاریکی و ناامیدی اسیر کرده است. گندالف با قدرت جادوگری خود، جادوی مارزبان را باطل و تئودن را از این اسارت ذهنی رهایی می‌بخشد. استید با اشاره به این نکته که تئودن در واقع مُرده یا زندانی فیزیکی نبوده، بلکه در تاریکی ناامیدی و یأس اسیر بوده است، می‌نویسد: «تئودن در واقع مرده نبود و در زندان هم نبود. او هنوز پادشاه بود، اما در تاریکی ناامیدی محبوس شده بود که توسط مشاوره‌های حیله‌گرانه مارزبان ایجاد و تقویت می‌شد».  در این‌جا، گندالف نقش رهایی‌بخش را بازی می‌کند و با قدرت نور و امید، تئودن را از چنگال تاریکی و ناامیدی رها می‌سازد: «پس از سرزنش و نکوهشِ مارزبان توسط گندالف، او عصای خود را بلند می‌کند و در این هنگام، صدای رعد و برق در تالار می‌پیچد و همه جا در تاریکی فرو می‌رود، به جز شخصیت نورانی خود گندالف».
رهایی فرودو: دومین مورد، رهایی پیچیده فرودو توسط سام‌وایز گمجی است. در این داستان، گالوم با خدعه و نیرنگ، فرودو و سام را به لانه تاریک شلوب می‌کشاند. شلوب که عنکبوتی غول‌پیکر و اهریمنی است، فرودو را نیش می‌زند و او را با تارهای خود می‌بندد. سام با شجاعت و فداکاری با شلوب مبارزه می‌کند و فرودو را که فکر می‌کند مُرده است، از چنگال شلوب رها می‌کند. اما گروهی از اورکها جسد فرودو را به برج سیریث اونگول می‌برند. سام که از نجات فرودو ناامید نشده است، به برج نفوذ کرده و با شکست دادن اورک‌ها و نگهبانان برج، فرودو را نجات می‌دهد. استید به نقش «فیال گالادریل» (ظرف نورانی که گالادریل به فرودو داده. بود) در این رهایی اشاره می‌کند و معتقد است که سام هم در مبارزه با شلوب و هم در شکستن محافظ نگهبانان خاموش دروازه برج، از نور فیال برای غلبه بر تاریکی و شر استفاده می‌کند. فرودو در واقع نمرده بود، بلکه به نظر می‌رسید که مُرده است، گرچه مرگ بدون شک نزدیکش بود. استید با اشاره به اینکه سام در ظاهر با الگوی نیروی مقاومت‌ناپذیر شبیه مسیح تناسب ندارد، می‌گوید که او در روایت داستان، نقش «رهایی‌بخش نورانی در مرکز مضمون نزول در دوزخ» را بازی می‌کند.  در واقع، سام با عشق و وفاداری بی‌نظیر خود به فرودو، و با شجاعت و ایثار خود، به نمادی از امید و رهایی در داستان تبدیل می‌شود.
تحلیل رابرت استید از تشابهات سرزمین میانه در مورد نزول در دوزخ 
| عامل نور     | افراد آزاد شده        | زندانبانان                 | روش                    | آنطور که در … روایت شده است |
| ------------ | --------------------- | -------------------------- | ---------------------- | --------------------------- |
| مسیح         | انسان‌های اسیر در جهنم | شیطان                      | قدرت نور الهی          | مسیحیت قرون وسطی            |
| لوتین        | برن                   | سائورون                    | قدرت الفی              | سیلماریلیون                 |
| تام بامبادیل | گروه هابیت‌های فرودو   | بارو-وایت                  | قدرت آواز خواندن       | ارباب حلقه‌ها                |
| گندالف       | شاه تئودن اهل روهان   | کنترل موذیانه مارزبان      | قدرت جادوگری           | ارباب حلقه‌ها                |
| سام‌وایز گمگی | فرودو                 | شلوب، اورک‌های سیریث اونگول | نور الفی فیال گالادریل | ارباب حلقه‌ها                |

## شیطان

یکی از نام‌هایی که تالکین برای سائورون به کار می‌برد، «چشم بی‌پلک» است که یادآور «قدرت ویرانگر شیطان» است.

تالکین با استفاده از استعاره «چشم بی‌پلک»، به ویژگی مهمی از سائورون اشاره می‌کند. چشم بی‌پلک نمادی از نظارت و  کنترل دائمی سائورون بر سرزمین میانه است. او با چشم همیشه بیدار خود، همه چیز را زیر نظر دارد و هیچ چیز از دید او پنهان نمی‌ماند. این ویژگی سائورون یادآور تصویری است که در متون مسیحی از شیطان ارائه شده است. شیطان نیز به عنوان موجودی با آگاهی و قدرت فراوان توصیف می‌شود که همیشه در کمین انسان‌هاست و به دنبال فرصتی برای گمراه کردن و نابودی آن‌هاست.
همچنین، چشم بی‌پلک سائورون می‌تواند نمادی از «چشم الهی» باشد که در متون مسیحی و سایر ادیان به آن اشاره شده است. چشم الهی نماد نظارت و آگاهی خداوند بر تمام مخلوقات و اعمال آنها است. اما در مورد سائورون، این چشم به ابزاری برای  کنترل و سلطه بر دیگران تبدیل شده است. در واقع، سائورون با استفاده از قدرت و نظارت خود، سعی دارد اراده و آزادی موجودات دیگر را سلب کرده و آنها را به بردگی خود درآورد.
بنابراین، استعاره «چشم بی‌پلک» نه تنها به قدرت و نظارت دائمی سائورون اشاره دارد، بلکه به سوءاستفاده او از این قدرت و تلاش او برای سلطه بر دیگران نیز تأکید می‌کند. این استعاره با ایجاد تصویری هولناک و شیطانی از سائورون، بر نقش او به عنوان مظهر شر و تاریکی در داستان‌های تالکین تأکید می‌کند.

پژوهشگران نیز ملکور و سائورون را به شیطان تشبیه کرده‌اند. «خائومه پوودا»، پژوهشگر آثار تالکین، اشاره می‌کند که هر دو ارباب تاریکی، قربانیان خود را شکنجه می‌دهند، همان‌طور که گفته می‌شود شیطان در جهنم با گناهکاران چنین می‌کند. او می‌افزاید که تالکین شیطان را در "ارباب حلقه‌هاً هم به صورت "چشم بی‌پلک" و هم به عنوان شخصیتی مجسّم به تصویر می‌کشد. از نظر پوودا، استفاده از چشم بی‌پلک «یک نمادِپردازیِ عمیق‌تر و فرهیخته‌تر است که بر قدرت ویرانگر شیطان تأکید می‌کند»  در حالی که استفاده از شخصیت مجسّم مربوط به درک عامه است، کسی «که کمتر ترسناک است، احمق‌تر بوده و به راحتی فریب می‌خورد». او همچنین اشاره می‌کند که سائورون دارای ارتش‌هایی متشکل از سواران سیاه (نازگول)، بالروگهای چشم‌آتشین و اورکهاست، درست همان‌طور که شیطان در کتاب مقدس "لژیون‌هایی" از شیاطین را رهبری می‌کند، و یکی از "تجسم‌های  سنتی" شیطان، سواری سیاهپوش نشسته بر اسبی سیاه است. پوودا می‌نویسد با توجه به اینکه سائورون در نقش شیطان است، سارومان با الگوی «مردی که روح خود را در ازای قدرت و ثروت زمینی به شیطان می‌فروشد» (معامله با شیطان) مطابقت دارد. او همچنین اشاره می‌کند که کلمهٔ "orc" در زبان انگلیسی باستان به معنای "شیطان" بوده است و تالکین اورک‌ها را به عنوان "موجوداتی که توسط شیطان تسخیر شده‌اند" به تصویر می‌کشد. آن‌ها او را می‌پرستند. بدن‌های آن‌ها در اثر شکنجه و رنج دچار تغییر شکل شده است. مانند تصویرسازی‌های سنتی از شیطان، چهره اورک تاریک است و چشمانش مانند زغالِ زنده و آتشین است. 

### اصلی
1. ↑  (Carpenter 2023)
2. ↑  (Carpenter 2023)
3. ↑  (Carpenter 2023)
4. ↑  (Tolkien 1954)
5. ↑  (Tolkien 1954)
6. ↑  (Tolkien 1955، book 6, ch. 5 "The Steward and the King")
7. ↑  (Carpenter 2023)
8. ↑  (Carpenter 2023)
9. ↑  (Tolkien 1977، ch. 19 "Of Beren and Lúthien")
10. 1 2  (Tolkien 1954a)
11. ↑  (Tolkien 1955)
12. ↑  (Tolkien 1954)

### فرعی
<references responsive="0">
1. 1 2  Christopher 2012, p. 206.
2. 1 2 3 4 5 6 7  Huttar 1975, pp. 135–137.
3. 1 2 3  Shippey 2005, p. 194.
4. 1 2  Oberhelman 2013, p. 18.
5. 1 2  Huttar 1975, pp. 121–122.
6. ↑  Shippey 2005, pp. 226–227.
7. ↑  Chance 1980, pp. 111–113.
8. ↑  Thomson 1967, pp. 43–59.
9. 1 2  Sundt 2021, pp. 165–189.
10. ↑  Costabile 2024.
11. ↑  Stevens 2021, pp. 113–114.
12. 1 2 3 4 5 6 7  Steed 2017, pp. 6–9.
13. 1 2 3 4 5 6 7 8  Poveda 2005, pp. 155–174.